# 国家同視説
国家同視説（ステイトアクションの法理　英: the State Action Doctrine）とは、私人の活動による人権侵害に対し、一定の場合に国家権力による行為（ステイトアクション）と同視して憲法を直接適用する法理。憲法の私人間効力に関する学説の一つ。

## 概要
憲法は対国家の規範であるため、憲法の人権規定を当然に私人間に適用することはできない。そこで、原則的に憲法の私人間効力を否定しつつ、加害者たる私人を国家機関とみなすことができる場合には、その者による具体的な私的行為を国家行為（ステイトアクション）と同視することで、憲法の直接適用を可能とする。
例えば、公共施設の内部で食堂を経営している私人が黒人を差別した場合や、一定の独占的な特許を受けた公共事業的な企業が社員の権利を過度に制約した場合に憲法の適用があるとされる。アメリカの判例によって確立された憲法理論であるが、日本では判例上は採用されていない。ただし私人間紛争が元となった、裁判所や公正取引委員会等の賠償命令･差止命令等は国家権力の強力な発動となるため（司法的執行の理論)日本においても憲法を直接適用することが可能であるという解釈もできる。もっとも司法権力等の介入は「私的行為」といえないため上記の国家同視説の事例とは別個に考慮する必要がある。

## アメリカ合衆国
合衆国最高裁判所判例によれば、次のような場合にアメリカ合衆国憲法の適用が認められる。
1. 具体的な私的行為による人権侵害に、国家権力が、①公共施設等の国有財産の貸与、②財政・免税措置等の援助、③特権または特別の権限の付与等を通じて、もしくは、④司法の介入により積極的に実現することを通じて、⑤きわめて重要な程度にまでかかわり合いになった場合。
2. 当該私的行為の主体が、高度に公的な機能を行使する団体である場合。